# Catherine Fisher
Catherine Fisher (Newport, 1957. –) angol nyelvű walesi író.
Eredeti szakmája szerint általános iskolai tanár és régész, ma többek közt a glamorgani egyetemen tanít kreatív írást és azt, hogyan kell gyerekek számára írni. Pályafutását költőként kezdte: verseit folyóiratokban, antológiákban publikálta, és 1989-ben két rangos irodalmi díjat is elnyert belük. Az 1980-as években kezdett gyerekeknek írni. 19 regénye már 17 különböző nyelven jelent meg, és többségük irodalmi toplisták élére került.
Az Incarceron című könyvéből film is készül.

## Művei

### Vers
- Immrama (1988)
- The Unexplored Ocean (1994)
- Altered States (1999)

### Próza
- The Conjuror's Game (1990)
- Fintan's Tower (1991)
- Saint Tarvel's Bell (1992)
- The Snow-Walker trilógia:
  - The Snow-Walker's Son (1993)
  - The Empty Hand (1995)
  - The Soul Thieves (1996)
- The Candle Man (1994)
- The Hare And Other Stories (1994)
- Belin's Hill (1997)
- The Book of the Crow sorozat (USA: Relic Master sorozat):
  - The Relic Master (1998) (USA: The Dark City) (2011)
  - The Interrex (1999) (USA: The Lost Heiress) (2011)
  - Flain's Coronet (2000) (USA: The Hidden Coronet) (2011)
  - The Margrave (2001) (USA: The Margrave) (2011)
- The Lammas Field (1999)
- Darkwater Hall (2000)
- Corbenic (2002)
- The Oracle trilógia:
  - The Oracle (USA: The Oracle Betrayed) (2003)
  - The Archon (USA: The Sphere of Secrets) (2004)
  - The Scarab (USA: Day of the Scarab) (2005)
- Darkhenge (2005)
- The Weather Dress (2005)
- Incarceron sorozat:
  - Incarceron (2007) – magyarul: Incarceron, Pongrác Kiadó, 2011
  - Sapphique (2008)

## Magyarul
- Incarceron; ford. Zubovics Katalin; Pongrác, Bp., 2011
- Sapphique; ford. Zubovics Katalin; Pongrác, Bp., 2014